# مرتينية
المَرْتِينِيَّة (الاسم العلمي: Martyniaceae)، فصيلة نباتات مُزهرة من رتبة الشفويات يقتصر وجودها على العالم الجديد.